# Ray Kennedy
Raymond Kennedy (28 de julho de 1951 – 30 de novembro de 2021) foi um futebolista profissional inglês que atuou como meia ou atacante e conquistou todos os títulos na Inglaterra no Arsenal e no Liverpool nos anos 70 e início dos anos 80. Kennedy jogou como atacante no Arsenal e como meio-campista no Liverpool. Bob Paisley descreveu-o como "um dos maiores jogadores do Liverpool e, provavelmente, o mais subestimado". Ele marcou 148 gols em 581 partidas na liga e na copa nos 15 anos de carreira. 
Ele também jogou dezessete partidas pela Seleção Inglesa entre 1976 e 1980, marcando três gols. Sua única aparição em torneio internacional foi na Eurocopa de 1980.[carece de fontes?]

## Carreira

### Primeiros anos
Ray Kennedy nasceu em 28 de julho de 1951 em Seaton Delaval, um antigo vilarejo de Northumberland, filho de Martin e Veronica Kennedy, um minerador de carvão e uma dona de casa, respectivamente. Ele era o mais velho de quatro filhos: Trevor, Michael e Janet. 
Ele foi visto jogando futebol por um olheiro do Port Vale e começou a treinar no Vale Park depois que o técnico Stanley Matthews foi à casa deles para persuadi-lo a assinar com o clube. No entanto, aos dezesseis anos, Matthews sentiu que  Kennedy era considerado muito grande e desajeitado para ser um profissional e o zagueiro Dennis Dawson afirmou que ele era o único homem no clube a ver potencial no jovem. Dawson também contou como Kennedy foi liberado pelo clube, disseram pra ele: "Você nunca será um profissional contanto que você tenha um buraco na sua bunda!". 
Kennedy retornou a sua cidade natal em março de 1967 e começou a trabalhar em uma fábrica de doces, enquanto atuava como amador no New Hartley Juniors, onde construiu uma parceria de ataque bem-sucedida com Ian Watts. A dupla marcou 142 gols e ajudou o clube a vencer a North Junior Junior League, a Northumberland FA Junior Cup, a East Northumberland Junior League Cup, a North East Youth Challenge Cup e a East Northumberland Junior League.

### Arsenal
Kennedy foi visto pelo Arsenal jogando pelo New Hartley Juniors e embora os olheiros tenham ido inicialmente ao jogo para assistir o seu parceiro, Kennedy impressionou o suficiente para ganhar um contrato com o Arsenal em maio de 1968. Ele assinou profissionalmente com o Arsenal em novembro de 1968. 
Ele teve uma tarefa difícil para ganhar a titularidade com o treinador Bertie Mee que usou apenas quinze jogadores durante toda a temporada de 1968-1969, período durante que Kennedy fez vinte jogos no time de reservas.
Ele fez sua estreia em 29 de setembro de 1969, contra o Glentoran na Taça das Cidades com Feiras. Ele fez sua estréia na Primeira Divisão como substituto em 18 de outubro em um empate em 1–1 com o Sunderland em Roker Park. Ele marcou seu primeiro gol pelos Gunners na partida de volta contra o Sunderland no Highbury, que terminou em 3–1. Ele entrou aos 77 minutos do primeiro tempo da final da Taça das Cidades com Feiras contra o clube belga Anderlecht no Estádio Constant Vanden Stock, e marcou gol no final da partida em uma derrota por 3–1. Embora ele não tenha jogado na segunda partida, seu gol foi decisivo, pois o Arsenal conquistou o título com a vitória no agregado por 4–3. Foi o primeiro troféu europeu da história do clube.
Charlie George quebrou o tornozelo no jogo de abertura da temporada 1970-1971 e Kennedy o substituiu no jogo seguinte. Kennedy foi titular nos jogos restantes da liga e o Arsenal foi coroado campeão. Eles foram eliminados da Taça das Cidades com Feiras com derrota para o time alemão Colônia nas quartas-de-final, voltando ao campeonato, Kennedy marcou seu primeiro hat-trick na vitória sobre o Nottingham Forest. O Arsenal superou o Leeds United e conquistou o título da liga na última rodada, com Kennedy marcando o único gol do jogo sobre o Tottenham Hotspur em White Hart Lane. Na Copa da Inglaterra, o Arsenal passou pelo Yeovil Town, Portsmouth (após um replay), Manchester City, Leicester City (após um replay) e Stoke City (após um replay), antes de enfrentar o Liverpool na final no Wembley. Os gols de Kelly e George garantiram a vitória do Arsenal.
O Arsenal começou mal na temporada 1971-72 e, como resultado, o Arsenal comprou Alan Ball do Everton por 220 mil libras. Eles passaram catorze jogos invictos durante o inverno, diminuindo a diferença do líder Manchester City para quatro pontos. Eles foram eliminados da Liga dos Campeões nas quartas-de-final pelo Ajax. O Arsenal terminou a temporada em quinto lugar mas retornou ao Wembley para tentar o bicampeonato da Copa da Inglaterra, porém eles perderam por 1–0 para o Leeds United; Kennedy perdeu a titularidade na equipe no final da temporada, depois que o cansaço começou a afetar suas performances. Kennedy marcou dezenove gols em 55 jogos e terminou como artilheiro do clube pela segunda temporada consecutiva.
No início da temporada 1972-73, ele lutou contra a balança e viu seu peso subir, o capitão Frank McLintock comentou com a diretoria que Kennedy estava jogando abaixo de sua  capacidade e Kennedy foi multado em £200 antes de começar a perder peso e redescobrir sua forma. O Arsenal terminou a temporada em segundo lugar e ele marcou apenas nove gols na temporada. O Arsenal chegou às semifinais da FA Cup, onde foi derrotado pelo Sunderland.
O Arsenal caiu para o meio da tabela durante a temporada 1973-1974. Kennedy não conseguiu marcar gols de 6 de outubro a meados de janeiro e começaram as especulações de possíveis transferências o Sunderland, Newcastle United ou Aston Villa. Em fevereiro, ele divulgou um comunicado dizendo que "Comecei a jogar mal depois que me casei, mas vou me recuperar agora que estou separado... sinto que estou melhor sem ela". 
Ele terminou a temporada em boa forma, apesar do treinador já ter decidido substituí-lo por Brian Kidd. 

### Liverpool
Em julho de 1974, Kennedy foi vendido para o Liverpool por um recorde de duzentos mil libras. O treinador do Liverpool, Bill Shankly, renunciou no mesmo dia em que a transferência foi feita, embora tenha admirado Kennedy por anos e afirmou que "talvez se diga que uma das últimas coisas que fiz neste clube foi contratar um grande jogador". O novo treinador, Bob Paisley, deu a opoturnidade de Kennedy estreiar no lugar de John Toshack contra o Chelsea, em Stamford Bridge, em 31 de agosto de 1974, e Kennedy precisou de apenas 22 minutos para fazer seu primeiro gol em uma confortável vitória por 3-0. 
O Liverpool terminou a temporada de 1974-1975 como vice-campeã do Derby County na Primeira Divisão e Kennedy jogou apenas 25 vezes no campeonato, com John Toshack formando uma grande dupla de ataque com Kevin Keegan, Kennedy começou a ficar frustrado e desiludido no clube.
O surgimento de Jimmy Case no Liverpool reduziu ainda mais as chances de Kennedy jogar no ataque e Paisley sentiu que Kennedy poderia atuar como meio-campista. Depois de Kennedy ter substituído Peter Cormack contra o Middlesbrough em 1 de novembro, ele passou a jogar no meio de campo e usar a camisa número cinco no resto da década. Sua nova posição permitiu que ele usasse sua visão e passe apurado, enquanto ainda permitia que ele fizesse arrancadas para marcar gols. 
O Liverpool venceu o título da liga em 1975-76 com uma vitória na última rodada sobre o Wolverhampton Wanderers. Eles também ganharam a Copa da UEFA, eliminando Hibernian (Escócia), Real Sociedad (Espanha), Dynamo Dresden (Alemanha) e Barcelona (Espanha), antes de enfrentar o belga Club Brugge na final. O Liverpool estava perdendo por 2-0 no primeiro tempo da final em Anfield, antes de Kennedy marcar o primeiro dos três gols do Liverpool para virar o jogo; no jogo de volta no Olympiastadion, o Liverpool empatou em 1–1 e garantiu o título.
O Liverpool abriu a nova temporada ao conquistar a Supercopa da Inglaterra em 1976 com uma vitória por 1–0 sobre o Southampton e conquistou a liga em grande parte por vencer todos os jogos em casa, apesar do Liverpool não ter conseguido vencer nenhuma das suas últimas quatro partidas, eles terminaram um ponto à frente do Manchester City. O Liverpool venceu a Supercopa Européia com uma vitória por 7–1 sobre o Hamburgo. O Liverpool também chegou à final da Copa da Inglaterra, mas perdeu por 2–1 para o Manchester United. Na Liga dos Campeões, o Liverpool venceu os Crusaders (Irlanda do Norte), Trabzonspor (Turquia), AS Saint-Étienne (França) e FC Zürich (Suíça) para chegar à final contra o Borussia Mönchengladbach. Na final no Stadio Olimpico, em Roma, Kennedy fez um gol de pênalti e ajudou o Liverpool a vencer por 3–1.
Após um empate de 0-0 com o Manchester United na Supercopa da Inglaterra de 1977, o Liverpool teve um começo decepcionante da temporada 1977-78 sendo eliminado da FA Cup na Terceira Rodada. Eles se recuperaram para conseguir um segundo lugar no campeonato depois de vencer nove de seus últimos doze jogos. Eles progrediram para a final da Copa da Liga, no entanto, o Liverpool perdeu por 1-0 para o Nottingham Forest no replay da final em Old Trafford. Apesar destas decepções, o Liverpool chegou à final da Liga dos Campeões após derrotar o Dynamo Dresden, o Benfica (Portugal) e o Borussia Mönchengladbach; O treinador do Mönchengladbach, Udo Lattek, destacou Kennedy como o melhor jogador da semifinal, Kennedy fez um gol e deu assistências para Kenny Dalglish e Jimmy Case na segunda partida. Na final, o Liverpool enfrentou o Club Brugge em Wembley e conquistou o bicampeonato depois de ter vencido por 1 –0.
As chances do Liverpool de conquistar a terceira Liga dos Campeões consecutiva terminaram com a derrota para o Nottingham Forest na primeira fase. No entanto, eles abriram o campeonato com seis vitórias consecutivas e dominaram no resto do ano, terminando com oito pontos de vantagem sobre o segundo colocado, marcando 85 gols e sofrendo apenas dezesseis. Escrevendo em sua autobiografia, Paisley nomeou a equipe de 1978-79 como a melhor equipe que ele havia treinado. No entanto, o Manchester United negou a eles a chance de ganhar o Double, já que o United tirou o Liverpool das semifinais da Copa da Inglaterra depois de um replay no Goodison Park. O Liverpool também perdeu a Supercopa Europeia de 1978, depois de uma derrota por 4–3 para o Anderlecht.
O Liverpool venceu a Supercopa da Inglaterra de 1979 com uma vitória por 3–1 sobre o Arsenal, mas uma lesão no ligamento do joelho fez com que Kennedy perdesse um pequeno número de jogos no início da temporada. Kennedy também começou a enfrentar problemas fora do campo, fazendo com que ele e Jimmy Case fossem presos depois de atacarem um hoteleiro, os dois se declararam culpados e foram multados em £150; Apesar deste e de outros incidentes similares, Kennedy conseguiu evitar que isso o atrapalhasse em campo. Mais tarde, Kennedy disse que a sua amizade com Case, "era uma boa amizade", mas "nós éramos ruins um para o outro". 
O Liverpool terminou com dois pontos de vantagem sobre o segundo colocado, Manchester United, no campeonato, com Kennedy fazendo nove gols em 56 jogos. Eles também chegaram às semifinais da FA Cup, onde foram derrotados pelo Arsenal em um replay após três empates. No verão, Kennedy assinou um novo contrato de quatro anos com o clube.
O Liverpool conquistou a Supercopa da Inglaterra ao derrotar o West Ham United por 1-0, no entanto, apesar de ter perdido apenas oito jogos no campeonato durante toda a temporada, eles empataram dezessete partidas e terminaram a temporada 1980-81 em quinto lugar, nove pontos atrás do campeão Aston Villa. Na Copa da Liga, eles derrotaram Bradford City, Swindon Town, Portsmouth, Birmingham City e Manchester City para chegar à final contra o West Ham United. Eles venceram o West Ham por 2–1 em um replay e conquistaram a primeira Copa da Liga na história do clube. 
Eles também chegaram à final da Liga dos Campeões após passar por Oulun Palloseura (Finlândia), Aberdeen (Escócia), CSKA Sofia (Bulgária) e Bayern de Munique (Alemanha). Na semifinal contra o Bayern, Kennedy foi escolhido como capitão quando Graeme Souness e Phil Thompson se machucaram, ele marcou o gol da vitória no Olympiastadion, o que consolidou sua reputação como especialista em semifinal. O Liverpool venceu o Real Madrid por 1 a 0 e conquistaram a terceira Liga dos Campeões.
Após a venda de Jimmy Case, Kennedy começou a ficar desiludido com o Liverpool e foi expulso duas vezes no espaço de algumas semanas no início da temporada 1981-82, esses foram os primeiros cartões vermelhos de sua carreira. Ele fez sua última aparição na liga para o clube em 5 de dezembro, quando marcou em uma vitória por 2–0 sobre o Nottingham Forest no City Ground. O último jogo dele pelo clube aconteceu oito dias depois, na derrota por 3–0 para o Flamengo, na Copa Intercontinental de 1981, no Estádio Nacional de Tóquio. Ele foi substituído no time por Ronnie Whelan. O Liverpool venceu a Primeira Divisão depois de terminar quatro pontos à frente do segundo lugar, Ipswich Town, e as quinze partidas de Kennedy na primeira metade da campanha foram suficientes para lhe render mais uma medalha de campeão. 
O Sunderland tentou contratá-lo em janeiro de 1982, mas Kennedy não conseguiu chegar a um acordo com o técnico Alan Durban e a transferência não se concretizou.

### Outros clubes
Em janeiro de 1982, Kennedy foi contratado pelo Swansea City em um contrato de quatro anos por uma taxa de 160 mil libras. Os Swans tiveram uma tentativa frustrada de conquistar o título da liga e cinco derrotas em seus seis jogos finais fizeram com que eles terminassem em sexto lugar, dezessete pontos atrás do campeão Liverpool. Eles venceram a Copa do País de Gales depois de derrotar o Cardiff City por 2–1 na final em Vetch Field. Apesar de expressar suas preocupações sobre a equipe e seu próprio futuro no clube, Kennedy foi nomeado capitão do clube na temporada 1982-83. Ele se machucou e acabou jogando pouco após isso. 
O declínio das habilidades físicas de Kennedy era devido à doença de Parkinson, embora ele não fosse diagnosticado com a doença até depois de sua aposentadoria. Toshack o colocou na lista de transferências em março de 1983, o Swansea foi rebaixado para a Segunda Divisão. Os problemas financeiros do clube pioraram e os jogadores foram solicitados a reduzir os salários para ajudar a aliviar a crise, mas Kennedy recusou. Toshack foi demitido em outubro de 1983 e Kennedy concordou em ter seu contrato rescindido.
Kennedy assinou com Hartlepool United, da Quarta Divisão, em novembro de 1983. Docherty foi demitido no mês seguinte e, sem sucesso, tentou denunciar o clube por negociar um contrato ilegal com Kennedy. ele foi promovido a técnico-jogador, no entanto, ele deixou o Victoria Park no verão de 1984 para assumir o cargo de jogador-treinador do time cipriota Pezoporikos. 
Ele tornou-se cada vez mais incapaz de jogar devido ao declínio físico de seu corpo e depois de um mau começo na temporada 1984-1985 ele retornou à Inglaterra em dezembro contra a vontade do conselho e entregou sua renúncia no mês seguinte.
Em janeiro de 1985, ele se juntou ao Ashington, da Northern League, mas só conseguiu jogar seis vezes depois de sofrer uma grave lesão em sua perna direita devido ao agravamento da doença de Parkinson. Incapaz de participar do seu time, ele acabou se aposentando.

## Carreira Internacional
Don Revie deu a Kennedy sua primeira chance em 24 de março de 1976 em um amistoso com o País de Gales no Racecourse Ground, Wrexham; Kennedy marcou o primeiro gol quando a Inglaterra venceu o jogo por 2–1. 
No entanto, ele nunca foi capaz de se estabelecer como titular no meio-campo da seleção devido à forma de Trevor Brooking. Ele jogou no British Home Championship contra o País de Gales, Irlanda do Norte e Escócia, mas não foi convocados pros próximos sete jogos. 
Ele viajou com a equipe para a turnê de 1977 na América do Sul e também naquele ano fez mais dois gols em jogos de qualificação contra o Luxemburgo. 
Ele então não foi mais chamado pelo novo treinador, Ron Greenwood. Ele foi convocado para a Eurocopa de 1980 na Itália, jogando contra a Bélgica e a Itália antes de cair no último jogo da Inglaterra contra a Espanha. 
Aposentou-se do futebol internacional com dezessete jogos em março de 1981, alegando insatisfação com a hierarquia inglesa. Kennedy afirmou que "sinto mais orgulho da camisa vermelha de Liverpool do que a camisa branca da Inglaterra" e que "estou me demitindo aqui e agora como a dama de honra de Greenwood".

## Estilo de jogo
Kennedy era um jogador forte, com velocidade média, boa habilidade técnica e um excelente primeiro toque. O treinador do Arsenal, Don Howe, afirmou que Kennedy tinha "todas as características de um atacante clássico: tamanho, força, bravura e habilidade, capacidade de liderança e um poderoso chute de pé esquerdo". Um exame psicológico realizado no Arsenal revelou que Kennedy avaliava sua capacidade de responder ao treinamento; foi classificado acima da média para agressividade, determinação, propensão à culpa (aceitar a responsabilidade pela equipe); foi pontuada a média de desejo / ambição, autoconfiança, controle emocional e resistência mental; e pontuação abaixo da média em liderança, consciência e confiança. 
O goleiro do Arsenal, Bob Wilson, afirmou que Kennedy "tinha uma alarmante falta de auto-estima... mas havia uma força assustadora subjacente e um olhar de assassino". 
Depois que o técnico do Liverpool, Bob Paisley, colocou Kennedy no meio-campo, ele afirmou que "Ray Kennedy nasceu para jogar futebol. Uma habilidade natural e grande e um jogador que poderia ser moldado. Eu sabia que ele podia jogar em qualquer lugar". pequenos sinais da doença de Parkinson já apareciam em 1970, como a fadiga após os jogos e o movimento lento no braço direito, embora não tenha sido diagnosticado até 1982.

## Depois do futebol
Kennedy foi diagnosticado com doença de Parkinson por um especialista em 4 de novembro de 1984. Ele deu permissão para que sua imagem fosse usada para promover uma campanha pública para aumentar a conscientização sobre a doença. Seu envolvimento na Sociedade de Doença de Parkinson levou-o a conhecer seu herói de infância, Muhammad Ali.
Sua esposa, Jennifer, o deixou em outubro de 1987, depois que ele lhe deu um soco no rosto e a chutou pelas escadas da casa da família; Isso encerrou um difícil casamento de quinze anos, marcado pela infidelidade freqüente de sua parte. Eles tiveram dois filhos: Cara (nascido em julho de 1976) e Dale (nascido em janeiro de 1981). 
Ainda em 1987, sua medicação prescrita pela L-DOPA também se tornou menos eficaz e ele se tornou cada vez mais isolado. Sua condição melhorou quando ele começou a receber injeções de apomorfina. Ele dependia da Associação de Futebolistas Profissionais para pagar suas despesas médicas, e seu divórcio, bem como problemas de negócios e impostos. Uma instituição de caridade foi criada para ajuda-lo. No final de 1992, ele começou a sofrer de extrema paranóia, principalmente devido aos efeitos colaterais de sua medicação, mas recuperou suas faculdades mentais após uma curta permanência no hospital.
Ele publicou sua autobiografia Ray of Hope em 1993, em co-autoria do Dr. Andrew Lees, que na época tratava Kennedy para a doença de Parkinson. Mais tarde naquele ano, ele vendeu sua coleção de medalhas para levantar fundos. Em 2002, ele foi relatado como vivendo sozinho em um bangalô em New Hartley. 
Em uma entrevista dois anos depois, ele revelou que sofre de solidão e alucinações devido à sua condição e aos efeitos colaterais de sua medicação. Após a entrevista, um fã do Liverpool comprou um computador para Kennedy, o que lhe permitiu fazer amigos em salas de bate-papo de futebol. Kennedy continuou a ser o favorito entre os torcedores do Liverpool décadas depois de deixar o clube, e foi votado na posição 25 da enquete de 2013 "100 Players Who Shook The Kop".
Kennedy morreu em 30 de novembro de 2021, aos setenta anos de idade.

## Títulos
Arsenal
- Taça das Cidades com Feiras: 1970
- Primeira Divisão: 1970–71
- Taça de Inglaterra: 1971

Liverpool
- Primeira Divisão: 1975–76, 1976–77, 1978–79, 1979–80 e 1981–82
- Supercopa da Inglaterra: 1976, 1977 (compartilhado), 1979, 1980
- Copa da UEFA: 1976
- Liga dos Campeões: 1977, 1978, 1981
- Supercopa da UEFA: 1977
- Copa da Liga: 1981

Swansea City
- Taça de Gales: 1982